# Кинцуги
Кинцуги (金 継 ぎ, „златно спояване / златни шевове“), или още кинцукурой (金 繕 い, „златен ремонт“), е японско изкуство за поправяне на счупена керамика чрез поправяне на зоните на счупване с лак (лепило), смесен с прахообразно злато, сребро или платина – подобно на техниката maki-e
Като философия то третира счупването и ремонта като част от историята на даден обект, а не като нещо за прикриване. Изкуството се появява в края на XVI век в Япония, макар че корените му могат да се открият в Китай и други азиатски страни.

## Произход
Лаковите изделия са дългогодишна традиция в Япония и в даден момент кинцуги може да е бил комбиниран с maki-e като заместител на други техники за ремонт на керамика. Докато процесът е свързан с японски майстори, техниката се прилага и за керамични парчета с различен произход, включително Китай, Виетнам и Корея.
Според най-известната история за възникването на кинцуги, японският шогун Ашикага Йошимаса е изпратил повредена емайлирана китайска купа за чай обратно в Китай за ремонт в края на 15 век. Когато е върната, ремонтирана с грозни метални скоби, това може да е подтикнало японските майстори да търсят по-естетично средство за ремонт. Според друга легенда, той получил напълно възстановена купа с помощта на златни шевове, които събирали парчетата. От историята става ясно, че това изкуство е било познато в Китай, но популярност и развитие получило именно в Япония.
Колекционерите са толкова впечатлени от новото изкуство, че някои от тях са обвинени в умишлено разбиване на ценна керамика, за да може тя да бъде поправена със златните шевове на кинцуги.
Кинцуги става тясно свързан с керамичните съдове, използвани за chanoyu (японската чайна церемония). Изкуството е пряко следствие от възхода на чаената церемония и изкуството на изработка на керамични съдове за чай.

## Философия
Като философия, кинцуги е подобен на японската философия на уаби-саби – да прегърнеш/да се вдъхновиш от недостатъците или несъвършенството. Японската естетика оценява следите на износване от използването на предмет. Това може да се разглежда като обосновка за поддържане на обект наоколо, дори след като се е счупил, и като оправдание на самия кинцуги, като се подчертават пукнатините и ремонтите като просто събитие в живота на обекта, вместо да се позволи услугата му да приключи след неговото увреждане или счупване, и може да се разглежда като вариант на поговорката „Не губете, не искайте“. Идеята на кинцуги е, че всеки предмет има своята история, която не бива да се пренебрегва, само защото той е счупен. Поправката с кинцуги превръща предмета в нещо по-хубаво, отколкото е бил оригиналът.
Според Bakōhan Saōki (запис върху чаша за чай), такава „грозота“ е вдъхновяваща и е дзен по начин, който открива красотата в счупените неща.

## Цитати
- „Има пукнатини във всичко. Така прониква светлината в тях.“ – Ленард Коен

## Галерия
- Кинцуги, съвременна реставрация
- Мрежеста кошница, ок. 1750 г.
- Чайник, 1100 г.
- Кинцуги със златен лак
- Кинцуги скулптура от Karen LaMonte, 2020 г.